# Радошівське (заповідне урочище)
Ра́дошівське — заповідне урочище в Україні. Об'єкт природно-заповідного фонду Хмельницької області.
Розташоване в межах Ізяславської міської громади Шепетівського району Хмельницької області, на захід від села Радошівка.
Площа 60,9 га. Статус присвоєно згідно з рішенням 2 сесії обласної ради народних депутатів від 28.10.1994 року № 7. Перебуває у віданні: Ізяславська міська громада.